# Мілков
Мілков (рум. Milcov) — комуна у повіті Олт в Румунії. До складу комуни входять такі села (дані про населення за 2002 рік):
- Мілкову-дін-Вале (275 осіб)
- Мілкову-дін-Дял (556 осіб)
- Стежару (68 осіб)
- Улмі (657 осіб) — адміністративний центр комуни

Комуна розташована на відстані 137 км на захід від Бухареста, 7 км на південь від Слатіни, 44 км на схід від Крайови.

## Населення
За даними перепису населення 2002 року у комуні проживали 3074 особи.
Національний склад населення комуни:
| Національність | Кількість осіб | Відсоток |
| -------------- | -------------- | -------- |
| румуни         | 2980           | 96,9%    |
| цигани         | 94             | 3,1%     |

Рідною мовою назвали:
| Мова      | Кількість осіб | Відсоток |
| --------- | -------------- | -------- |
| румунська | 3064           | 99,7%    |
| циганська | 10             | 0,3%     |

Склад населення комуни за віросповіданням:
| Релігія                             | Кількість осіб | Відсоток |
| ----------------------------------- | -------------- | -------- |
| православні                         | 3068           | 99,8%    |
| лютерани (Аугсбурзького сповідання) | 5              | 0,2%     |
| римо-католики                       | 1              | < 0,1%   |

## Зовнішні посилання
- Дані про комуну Мілков на сайті Ghidul Primăriilor